# Dicranomyia (Dicranomyia) pontophila
Dicranomyia (Dicranomyia) pontophila is een tweevleugelige uit de familie steltmuggen (Limoniidae). De soort komt voor in het Australaziatisch gebied.